# Zealanapis
Zealanapis es un género de arañas araneomorfas de la familia Anapidae. Se encuentra en el Nueva Zelanda.

## Especies
Según The World Spider Catalog 12.0:
- Zealanapis armata (Forster, 1951)
- Zealanapis australis (Forster, 1951)
- Zealanapis conica (Forster, 1951)
- Zealanapis insula Platnick & Forster, 1989
- Zealanapis kuscheli Platnick & Forster, 1989
- Zealanapis matua Platnick & Forster, 1989
- Zealanapis montana Platnick & Forster, 1989
- Zealanapis otago Platnick & Forster, 1989
- Zealanapis punta Platnick & Forster, 1989
- Zealanapis waipoua Platnick & Forster, 1989